# Видавництво "Знак" (Польща)
Громадський видавничий інститут «Знак» (пол. Społeczny Instytut Wydawniczy „Znak”) — польське католицьке видавництво і неформальне середовище світських католиків у Польській Народній Республіці

## Історія
Видавництво «Знак» є одним із найбільших та найстаріших видавництв Польщі. Воно було засноване у 1959 році у Кракові з ініціативи людей, які були пов'язані з «Tygodnik Powszechny» та однойменним місячником «Znak». Вони хотіли розширити коло впливу цього середовища, об'єднавши зусилля авторів, пов'язаних з обома журналами, і завдяки перекладам сучасних богословів та філософів ознайомити польських читачів з працями, які не публіковалися цензурованими державними видавництвами ПНР.
Ініціатором створення видавництва та його першим директором був Яцек Вожняковський. Спершу резиденція «Знаку» розташовувалася в маленькій кімнаті на вулиці Весільній, 12 у Кракові, над редакцією «Tygodnik Powszechny». За редакційним столом серед інших сиділи Єжи Турович, Станіслав Стомма, Ганна Малевська, о.Юзеф Тішнер. За часів Польської Народної Республіки видавництво випускало переважно католицьку та філософську літературу (першою була опублікована книга кардинала Стефана Вишинського «Хресна дорога»), а іноді вірші, есеїстику та прозу. Це був час, коли цензура фактично гальмувала роботу та розвиток видавництва. Однак на книги авторства Антонія Голубєва, Кароля Войтили, Владислава Бартошевського, а пізніше Чеслава Мілоша, Ґустава Герлінґа Ґрудзінського, Лешека Колаковського та інших авторів видавництва «Знак».
Поступово, з 1980-х років, «Знак» почав публікувати книги з історії та політології, щоденники та політичні коментарі.
Після 1989 року «„Znak“» почав стрімко розвиватися. Видавництво переїхало до історичної Мисливської сажиби за адресою вул. Костюшка, 37 у Кракові. З середини 1990-х років значну частину видання становлять польська та зарубіжна поезія та проза, академічна література, філософія, релігія та науково-популярна література, а також книги для дітей. До списку видатних авторів доєдналися: Норман Дейвіс, Шеймас Гіні і польські автори з еміграції Єжи Стемповський, Юзеф Чапський.
На рубежі тисячоліть «Знак» випускав понад 100 нових книг на рік, і все частіше його називали «стайнею лауреатів Нобелівської премії». Крім Чеслава Мілоша та Віслави Шимборської, авторами видавництва були Йосиф Бродський, Джон Максвелл Кутзее, Маріо Варгас Льйоса, Дерек Волкотт, Вістен Г'ю Оден і Семюел Бекет.
У 1992 році видавництво заснувало Фонд християнської культури «Znak», першим президентом якого був Стефан Вількановіч. Сферою його діяльності є міжконфесійні відносини, насамперед між юдеями, християнами та мусульманами, а також відносини з сусідніми з Польщею державами і глобальна освіта.

## Депутатська група
Після подій польського жовтня 1956 року, довкола середовища видавництва «Знак», сформувалося неформальне середовище світських католиків у Польській Народній Республіці. Воно мало мережу осередків у вигляді Клубів католицької інтелігенції (ККІ) в різних містах, книжкове видавництво «Znak», періодичних видань, зокрема «Tygodnik Powszechny», щомісячники «Więź» та «Znak», здебільшого у Кракові. Своєрідним «обличчям» руху була однойменна парламентська фракція у Сеймі, яка розпалася у 1976 році і практично втратила суспільний авторитет після того, як підтримала зміни до Конституції, які запропонувала правляча комуністична партія.
Головою депутатської фракції «Знак» був юрист та католицький діяч Станіслав Стомма. Членами фракції також були головний редактор видання «Християнин у світі» Януш Заблоцький, Константій Лубєнський, Вацлав Аулейтнер, Тадеуш Мисьлік.